# فرودگاه شهری تولدو
فرودگاه شهری تولدو (به انگلیسی: Toledo Municipal Airport) یک فرودگاه همگانی باربری است که یک باند فرود چمن دارد و طول باند آن ۵۶۴ متر است. این فرودگاه در شهر تولیدو، اوهایو کشور ایالات متحده آمریکا قرار دارد و در ارتفاع ۲۹۳ متری از سطح دریا واقع شده‌است.